# Ocotal
För andra betydelser, se Ocotal (olika betydelser).
Ocotal är en stad och kommun (municipio) i Nicaragua med 41 875 invånare i kommunen (2012). Den ligger i den bergiga norra delen av landet i departementet Nueva Segovia. År 1927 flygbombades staden av USA:s marinkår med många dödsoffer som följd.

## Geografi
Ocotal gränsar till kommunerna Macuelizo i väster, Dipilto i norr, Mozonte i öster och Totogalpa i söder. Vid den sensate folkräkningen 2005 bodde 34 190 av kommunens 34 580 invånare i staden Ocotal.

## Historia
Ocotal grundades någon gång före 1778. Ocotal var länge huvudstad i departemented Nueva Segovia men 1894 flyttades huvudstaden till Somoto. När departementet 1936 delades i två, blev Ocotal åter huvudstad i Nueva Segovia medan Somoto blev huvudstad i det nya utbrytna departementet Madriz.

## Bilder från Ocotal
|  |  |
|  |  |
|  |  |
|  |  |
|  |  |